# 아잔 브라흐마

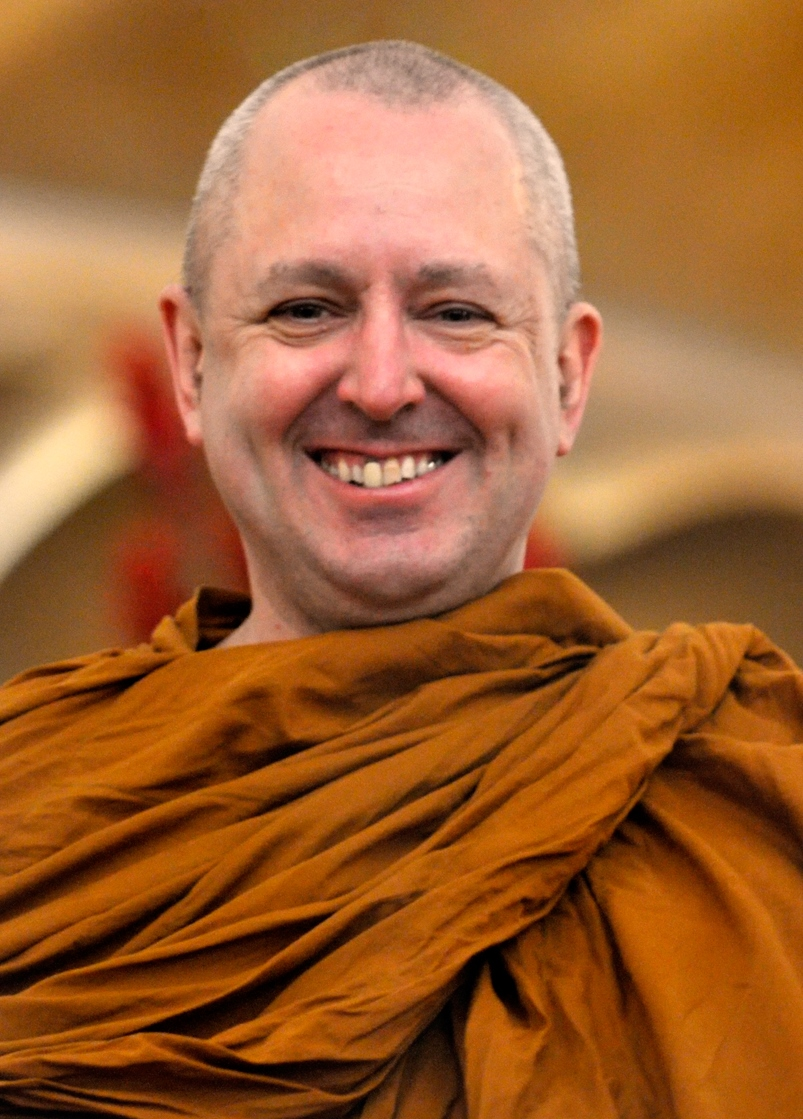

아잔 브람, 아잔 브라함 (생략하지 않은 성명.: Ajahn Brahmavamso Mahathera, 1951년 8월 7일~ )는 세계적으로 유명한 참선가로서, 영국계 호주인 불교 승려이다. 호주의 보디니야나 수도원의 원장이다. 태국의 테라바다 불교 승려이다. 2013년 1월 10일 한국을 방문해 가르침을 전한다.
아잔 브람 스님은 1951년 영국 런던의 가난한 노동자 집안에서 태어났다. 독실한 기독교 집안에서 성장한 탓에 스님은 기독교 학교에 다니며 성가대 단원으로 활동했다. 17세에 우연히 불교서적을 읽으면서 비로소 불교에 대해 눈을 떴다.
영국 케임브리지 대학교 이론물리학과를 졸업하고 태국의 살아있는 부처로 존경받던 아잔 차 스님의 제자가 되어 태국에서 9년간 수행했다. 그 뒤 호주로 건너가 남반구 최초의 사찰인 보디니야나 수도원을 세웠다. 아잔 스님의 법문 동영상은 수백만번 조회수로 전 세계적으로 인기가 높다.
조계종 아잔브람 한국명상센터 참불선원이 아잔브람스님을 특별 초청했다. 석가모니가 평생 수행한 사마타와 위파사나의 권위자다.
참불선원장 각산스님은 아잔브람스님의 제자로, 한국불교 최초로 세계명상대전을 주최하고 한글 저서를 출판하여 가르침을 전하고 있다.
3세기 용수존자가 대승불교를 만들었고, 5세기 보리달마 스님이 중국의 선불교를 만들었다. 그 중에서도 9세기 임제의현 스님이 만든 임제종을 따르고 있는 한국불교는, 12세기 임제종의 대혜종고 스님이 만든 간화선을 주된 명상법으로 수행하고 있으나, 최근들어 석가모니가 평생 수행하고 설법한 위파사나에 대한 관심이 급증하고 있다. 13세기에 만들어진 팔만대장경이 2002년에서야 한글로 완역되었는데, 한글대장경에는 간화선은 거의 없고, 주로 위파사나만 설법되어 있다.

## 같이 보기
- 마하시 사야도 - 현대 위파사나를 전 세계에 전파한 미얀마 스님